# Limnonectes larvaepartus
Limnonectes larvaepartus is een kikker uit de familie Dicroglossidae. De soort werd voor het eerst wetenschappelijk beschreven door Djoko Tjahjono Iskandar, Ben J. Evans en Jimmy Adair McGuire in 2014. De soortaanduiding larvaepartus betekent vrij vertaald 'larve barend'.

## Voortplanting en ontwikkeling
Limnonectes larvaepartus kent een bijzondere vorm van ontwikkeling in vergelijking met andere kikkers. De vrouwtjes zetten namelijk geen eieren af maar baren ontwikkelde kikkervisjes. De eieren ontwikkelen zich volledig in het moederdier en komen hier ook uit. Pas nadat de larven het ei verlaten hebben komen ze tevoorschijn.

## Verspreiding en habitat
Limnonectes larvaepartus komt voor in Azië en leeft endemisch in het noorden van het Indonesische eiland Celebes. De habitat bestaat zowel uit onaangetaste als door de mens verstoorde bossen. De kikker is voornamelijk te vinden op rotsen en bladeren van planten.